# Rogeli Suriol i Juvé
Rogeli Suriol i Juvé (Gràcia, Barcelona, 6 de febrer de 1901 - 28 d'octubre de 1979) fou un compositor català molt vinculat al repertori sardanístic.

## Biografia
Va néixer al carrer Culebra de Barcelona (actualment és el carrer Francisco Giner del barri de Gràcia), fill de Josep Suriol i de Dolors Juvé, totdos naturals del Pla de Penedès.
Rogeli Suriol Inicià els estudis musicals amb una gran vocació a l'Escola Municipal de Música de Barcelona. Després d'haver completat els seus estudis musicals, centrant-se en la composició, amb Adrià Esquerrà com a professor, destacà en la producció d'obres populars sardanístiques i corals. Durant les dècades de 1949 i 1950 fundarà i dirigirà la Coral Avant Joventut i la Coral de Cooperativa de Teixidors a Mà de Gràcia.

## Obra
Fou autor de sardanes i d'obres corals, com ara la sardana a sis veus mixtes Els pins, amb lletra d'Apel·les Mestres, però es podrien destacar una sèrie d'elles que han estat guardonades amb premis. Són les següents:
Sardanes premiades
- Dalt la Rabassa (Andorra, 1967)
- A l'entorn del Montsacopa (premi Enric Morera, Diada de la Sardana 1969)
- Girona romàntica (Girona, 1969)
- Evocació a Iluro (Mataró, 1970)
- Mataró vibra i dansa (Ciutat de Mataró, 1971)

El seu repertori sardanista es podria resumir en la següent gràfica
| TÍTOL                       | TIPUS               | ANY   |
| A l'entorn del Montsacopa   | Sardana per a cobla | 1968  |
| A l'ombra del Tinell        | Sardana per a cobla | 1957  |
| Berta                       | Sardana per a cobla | 1953  |
| Dalt la Rabassa             | Sardana per a cobla | 1967  |
| Despertar en festa          | Sardana per a cobla | 1966  |
| Deu minuts d'esplai         | Sardana per a cobla | 1960  |
| Evocació a Iluro            | Sardana per a cobla | 1970  |
| Festa a l'envelat           | Sardana per a cobla | desc. |
| Font de l'Oreneta, La       | Sardana per a cobla | desc. |
| Girona romàntica            | Sardana per a cobla | 1969  |
| Homenatge (a Joan Balcells) | Sardana per a cobla | 1927  |
| Lluminosa                   | Sardana per a cobla | 1949  |
| Mont-Gris                   | Sardana per a cobla | desc. |
| nostre verb, El             | Sardana per a cobla | desc. |
| Pairal                      | Sardana per a cobla | 1949  |
| Perennitat                  | Sardana per a cobla | desc. |
| Pla de Marinyol             | Sardana per a cobla | 1944  |
| sardana dels ocells, La     | Sardana vocal       | desc. |
| Teresa                      | Sardana per a cobla | 1947  |

També va escriure altres obres per a cobla com la Suite Pairal i Lloa Triomf de Barcelona (que es va estrenar després de 30 trenta anys de la seva composició i un mes abans de la mort de Rogeli Suriol).
Específicament de l'obra de Rogeli Suriol i Juvé es conserven la següent obra al Fons de l'Església parroquial de Sant Esteve d'Olot i Fons Teodoro Echegoyen de l'Arxiu Comarcal de la Garrotxa:
- Sardana per a Cobla per a Fb, Ta 1/2, Tb 1/2, Ctí 1/2, Fsc 1/2, Tbó, Tbí i Cb en Fa M (Complet).